# Zagroda Pokazowa Żubrów w Międzyzdrojach

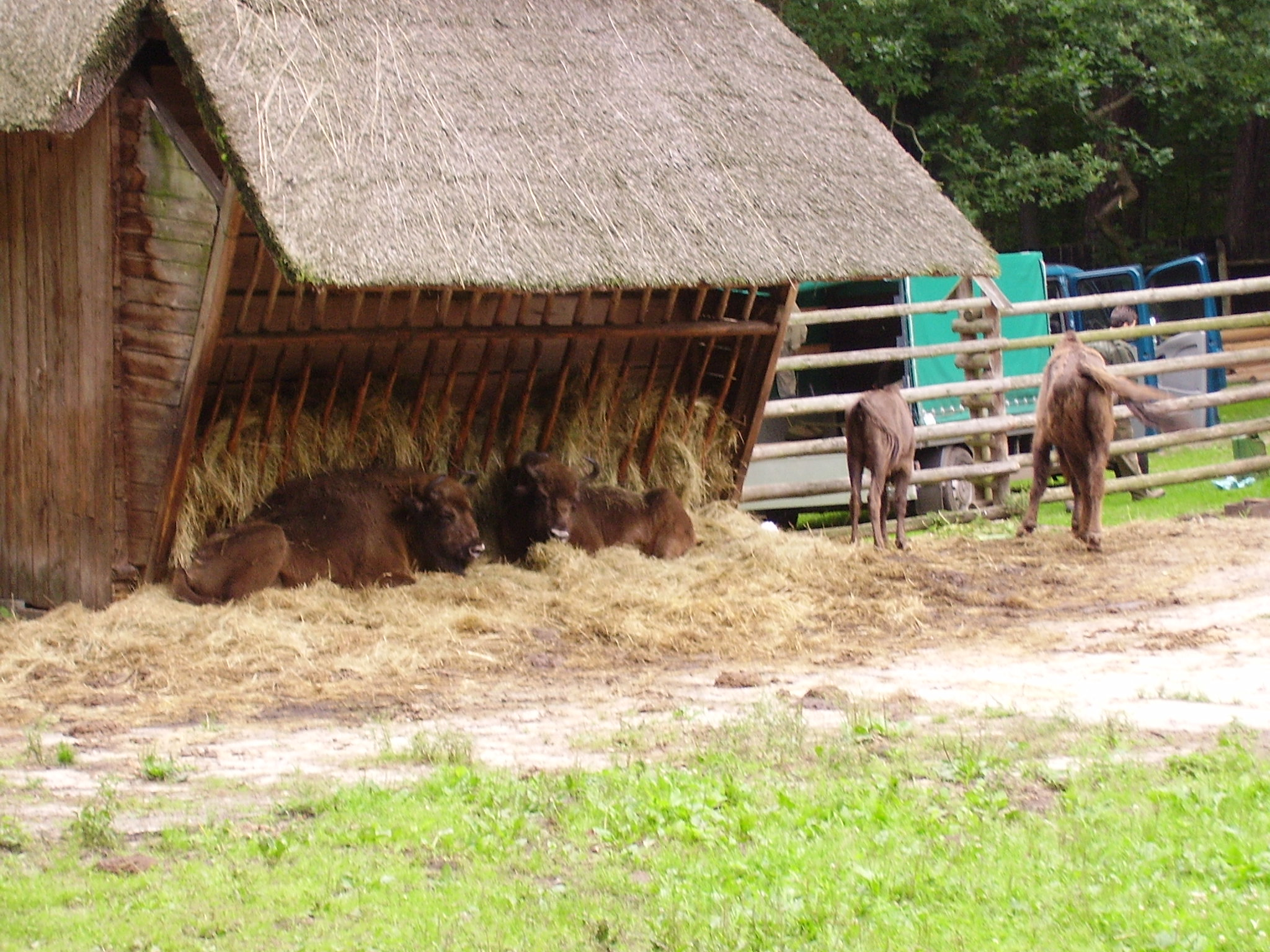
W Zagrodzie Pokazowej Żubrów

Zagroda Pokazowa Żubrów w Wolińskim Parku Narodowym – Żubrowisko w powiecie kamieńskim w województwie zachodniopomorskim, położone w środku lasu (2 km na południowy wschód od centrum Międzyzdrojów). Zagroda o powierzchni 28 ha (w tym wybieg 20 ha, rejon kwarantanny 0,5 ha) założona została w 1976 roku.
Początki hodowli sięgają 1976, kiedy sprowadzono cztery żubry z Puszcz Boreckiej i Białowieskiej. Obecnie (listopad 2024) w zagrodzie przebywa dziesięć osobników, każdego roku przychodzi na świat od 1 do 2 cieląt. Co jakiś czas wprowadza się w stado żubrów byki z zewnątrz, aby zapobiec zbyt bliskiemu pokrewieństwu. Zaraz po urodzeniu cielętom nadawane są imiona, wpisywane do Księgi Rodowodowej Żubrów. Imiona żubrów urodzonych w Polsce rozpoczynają się sylabą "Po-" (POLAND).
Wyhodowane zdrowe osobniki są przekazywane do innych stad. Żubry nizinne wolińskie nie żyją na wolności, nie pozwala na to zbyt uboga baza żywieniowa tamtejszych lasów. Rejon kwarantanny o powierzchni 0,5 ha przeznaczony jest dla nowo sprowadzanych osobników oraz dla żubrów z podejrzeniem choroby.
W części udostępnionej turystycznie (wstęp płatny) wzdłuż ogrodzenia znajdują się widokowe pomosty i tablice poglądowe o poszczególnych gatunkach. W wyodrębnionej zagrodzie żyją sarny i dziki, są to zwierzęta chore lub osierocone. Kiedy odzyskają siły witalne, wypuszczane są na wolność. W specjalnych wolierach przebywają ptaki drapieżne: bieliki i puchacze – kilka lat temu przebywał tu także bielik Jurand, który wylągł się ślepy i pozostał w zagrodzie do ostatnich swoich dni.
Zwierzęta w wolińskiej zagrodzie mają zapewnioną stałą opiekę, także weterynaryjną.
Frekwencja zwiedzających Zagrodę Pokazową Żubrów kształtuje się na poziomie 90 tysięcy turystów rocznie.
Dojście trzema popularnymi drogami turystycznymi:  za znakami zielonymi – 2 km,  za znakami czarnymi przez nadmorską aleję Gwiazd  i Kawczą Górę – 4,7 km, oraz dla zmotoryzowanych tym samym czarnym szlakiem, z parkingu Kwasowo (przy wyjeździe z Międzyzdrojów w kierunku Wisełki) – 1,7 km.

## Galeria

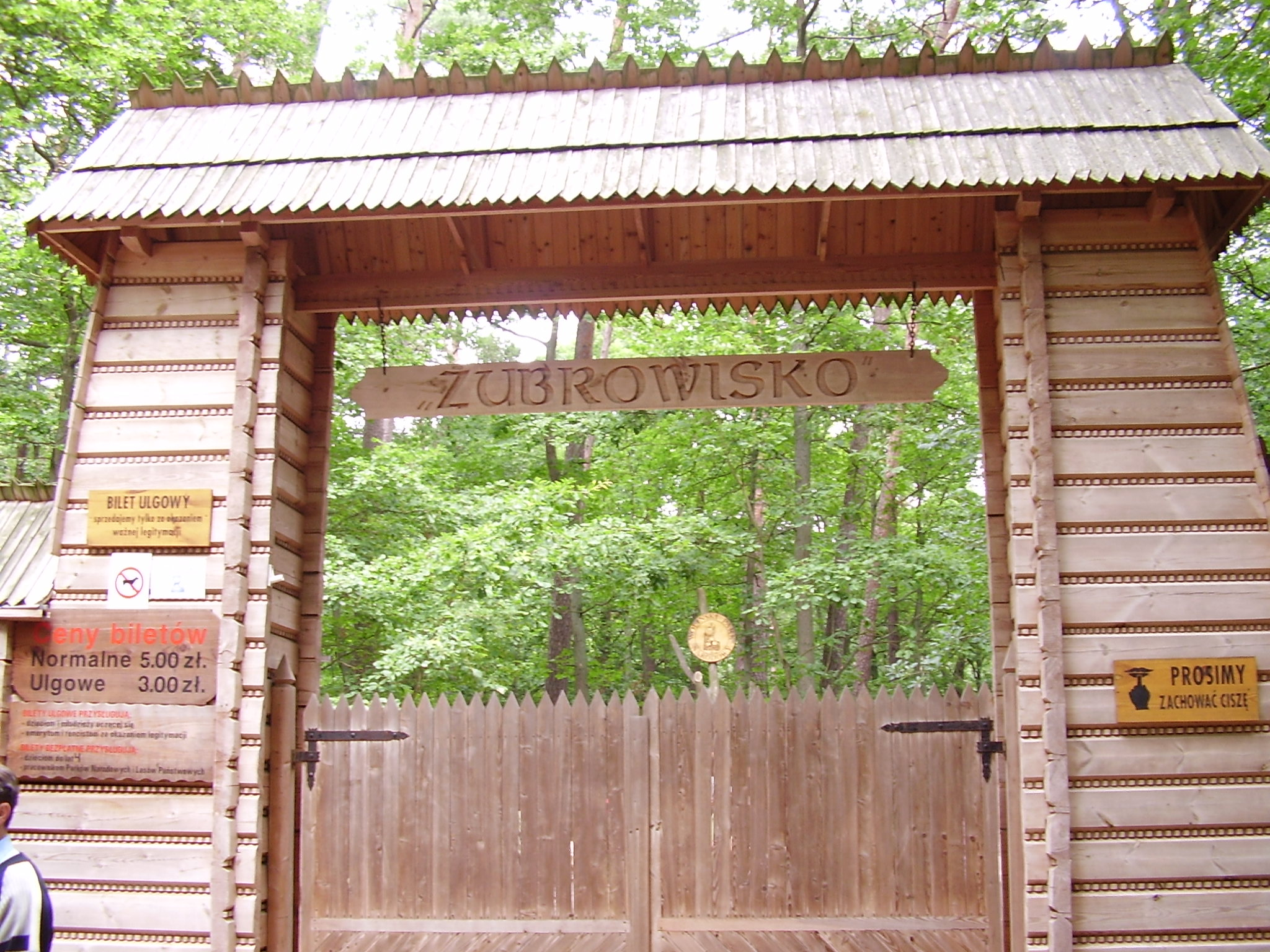
Brama wejściowa do zagrody
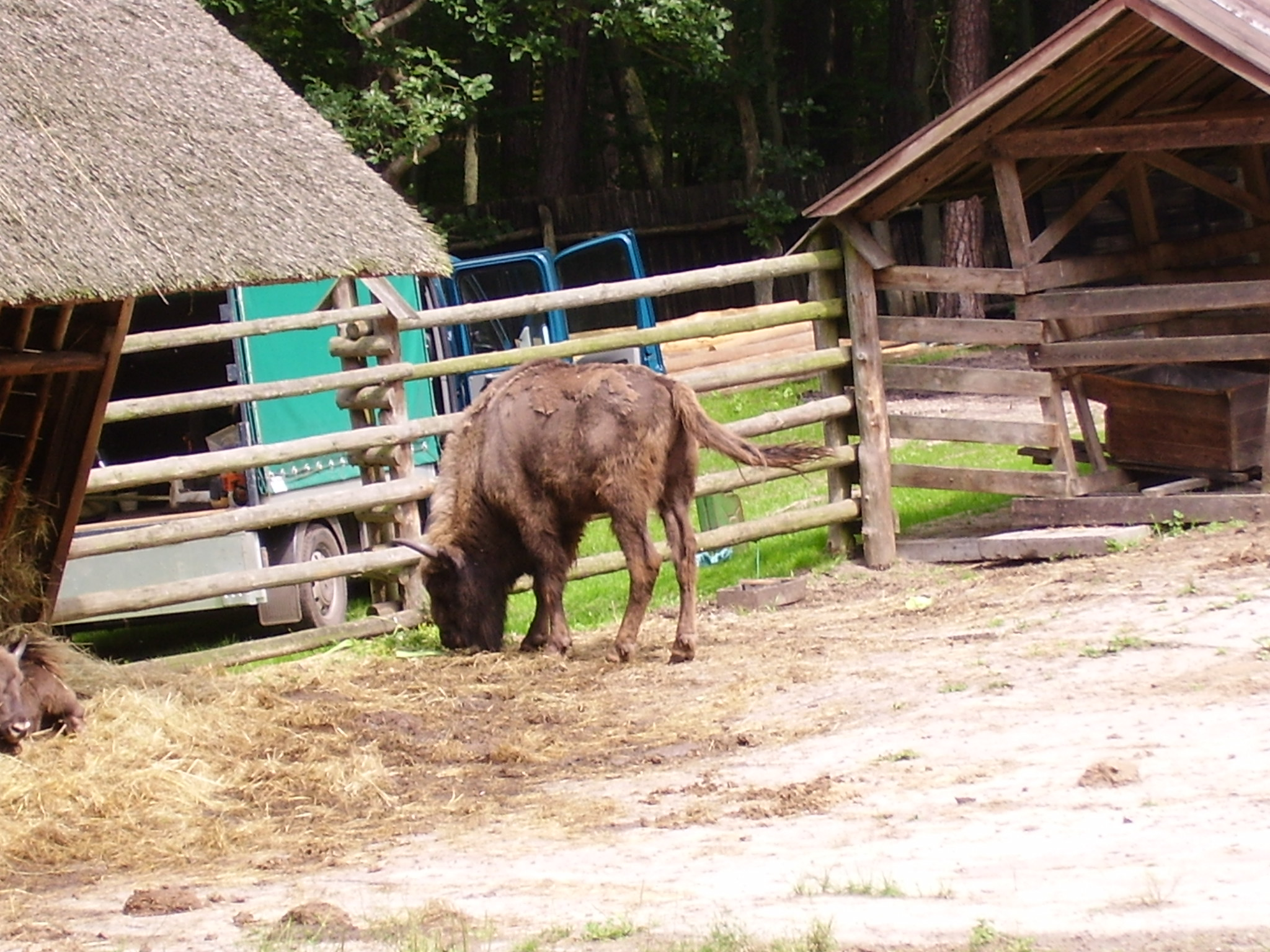
Woliński PN – Zagroda Pokazowa Żubrów
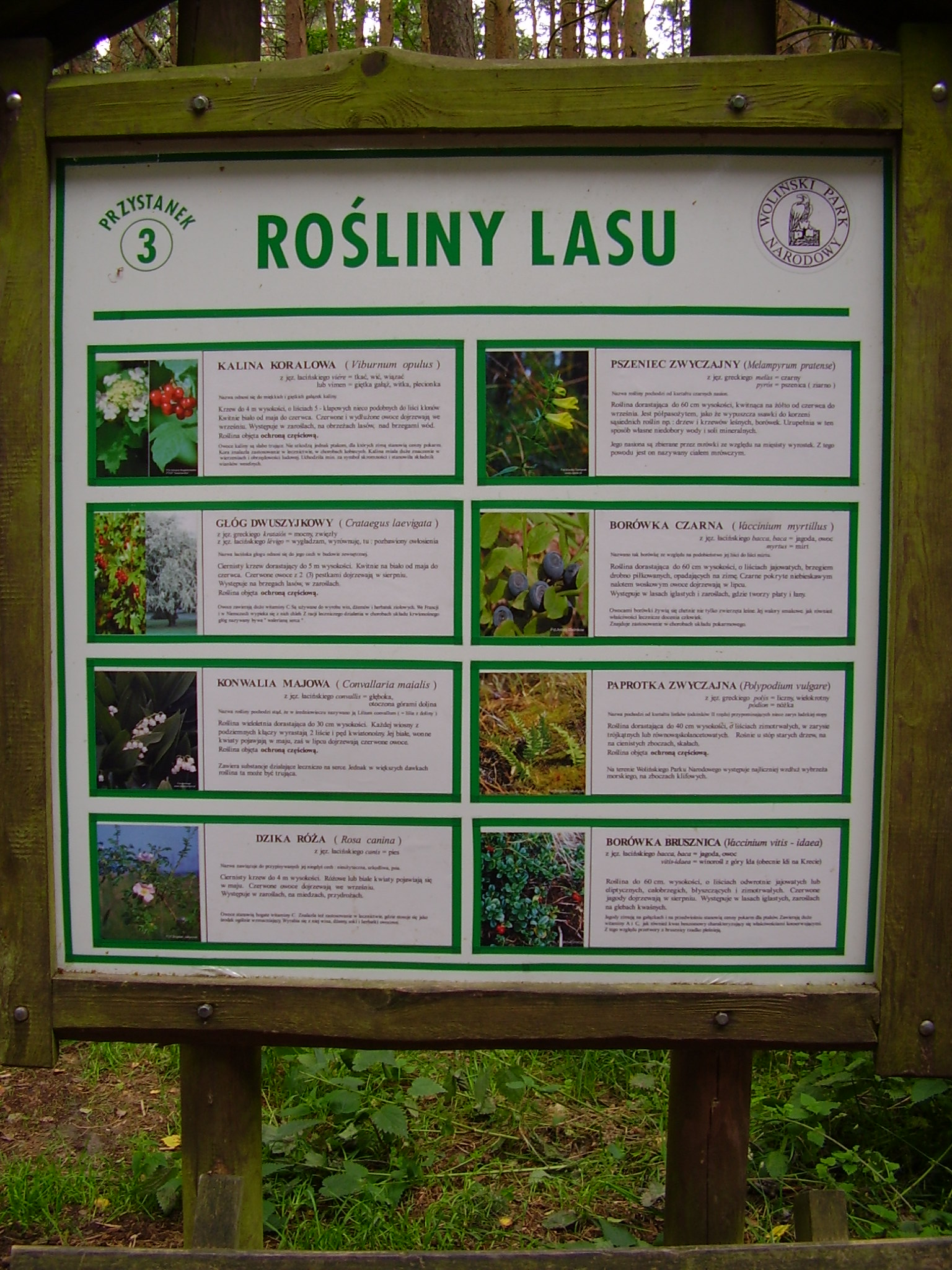
Tablica poglądowa – rośliny
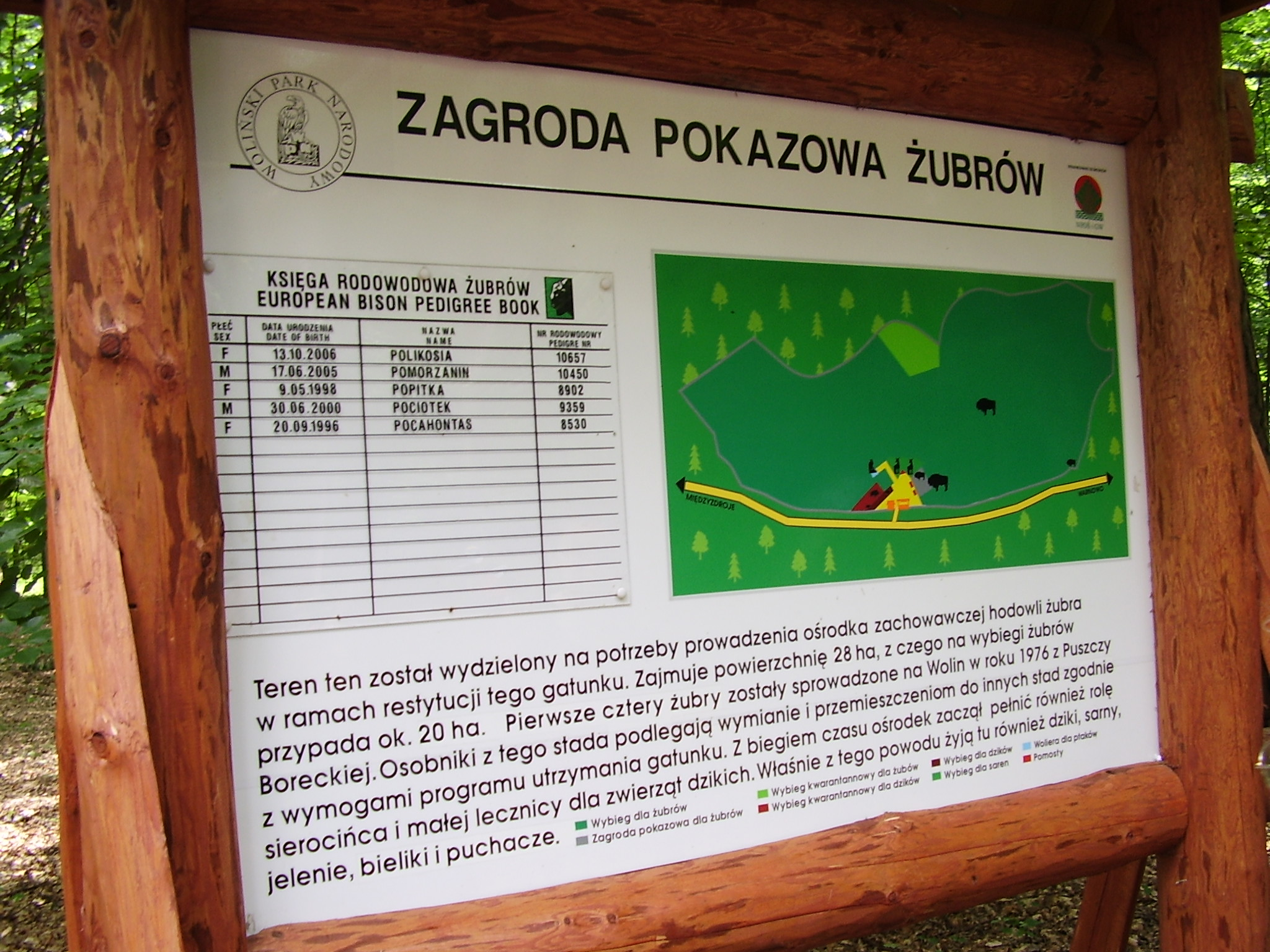
Tablica edukacyjna – informacje ogólne